# Willy Vaerewijck
Willy Vaerewijck (Deurne, 6 februari 1914 - Antwerpen, 9 oktober 1982) was een Vlaams dichter en criticus. Na zijn opleiding werd hij journalist, waarna Vaerewijck in 1936 debuteerde met Vormen. In de jaren vijftig werd Vaerewijck adjunct-directeur van uitgeverij Ontwikkeling en de daar ondergebrachte socialistische krant Volksgazet. In 1969 werd hij hoofd van het persbureau Belga en was hij vertaler en redacteur van het Nieuw Vlaams Tijdschrift, tevens onderdeel van Ontwikkeling. Begin jaren zestig gaf hij enkele bundels uit die invloed toonden van de Vijftigers. Tussen 1969 en 1972 was Vaerewijck jurylid van de Reina Prinsen Geerligsprijs.